# Budisavlje
Budisavlje (cyr. Будисавље) – wieś w Bośni i Hercegowinie, w Republice Serbskiej, w gminie Nevesinje. W 2013 roku liczyła 110 mieszkańców.